# 毛安之
毛安之（?—?），字仲祖，东晋荥阳郡阳武县（治今河南省原阳县东南）人，毛宝的儿子。
毛安之有文武才干，担任抚军参军、魏郡太守。司马昱辅政，他作为心腹人；司马昱即位为简文帝，毛安之护驾宫中。大司马桓温派他领兵止宿宫中，拜游击将军。庾希聚众夜入京口，假称受海西公司马奕密旨诛桓温，朝廷震动，毛安之奉命督城门诸军事。咸安二年（372年）晋孝武帝即位，彭城人卢悚假称迎海西公司马奕复位，率众三百人突入殿廷，毛安之率军入宫，亲自奋击。左卫将军殷康、领军将军桓秘抵达后，与毛安之合力讨平卢悚。官至右卫将军，领将作大匠。在任上去世。追赠光祿勳。四子：毛潭、毛泰、毛邃、毛遁。赐爵平都子，命毛潭袭爵。